# Ramonda prunaria
Ramonda prunaria är en tvåvingeart som först beskrevs av Camillo Rondani 1861.  Ramonda prunaria ingår i släktet Ramonda, och familjen parasitflugor. Arten är reproducerande i Sverige.